# Motu (Niue)

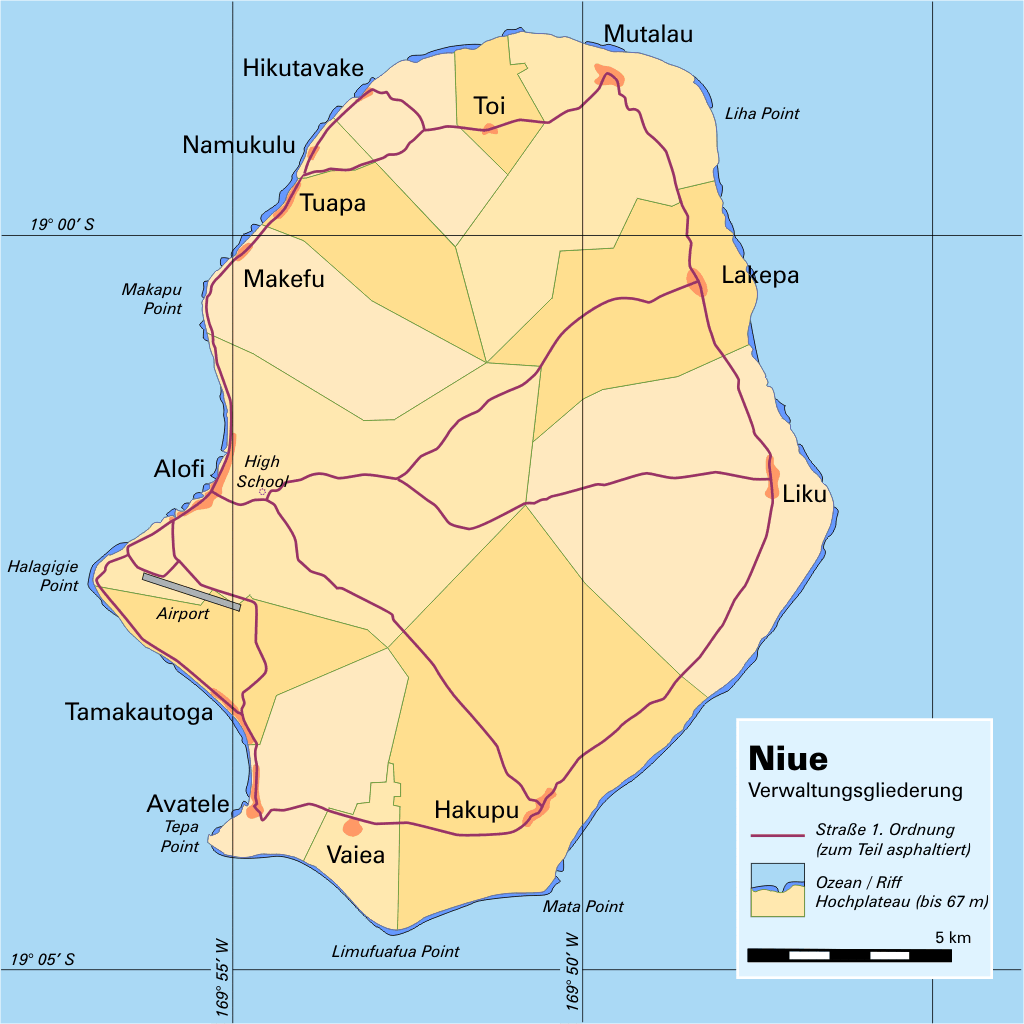
Divisió administrativa de Niue

Motu és l'àrea tribal històrica del nord de Niue, en contraposició de Tafiti que engloba l'àrea tribal històrica del sud de Niue.
Comprèn els pobles de Makefu, Tuapa, Namukulu, Hikutavake, Toi, Mutalau, Lakepa i Liku.
Té una població total de 620 habitants i una extensió de 118,49 km². La seva densitat és de 5,2 habitants per kilòmetre quadrat.
| No.  | Poble      | Població (Cens de 2001) | Àrea km² | Densitat de població (km-2) |
| ---- | ---------- | ----------------------- | -------- | --------------------------- |
| Motu |            |                         |          |                             |
| 1    | Makefu     | 87                      | 17.13    | 5.1                         |
| 2    | Tuapa      | 129                     | 12.54    | 10.3                        |
| 3    | Namukulu   | 14                      | 1.48     | 9.5                         |
| 4    | Hikutavake | 65                      | 10.17    | 6.4                         |
| 5    | Toi        | 31                      | 4.77     | 6.5                         |
| 6    | Mutalau    | 133                     | 26.31    | 5.1                         |
| 7    | Lakepa     | 88                      | 21.58    | 4.1                         |
| 8    | Liku       | 73                      | 41.64    | 1.8                         |